# Ambicodamus urbanus
Ambicodamus urbanus är en spindelart som beskrevs av Harvey 1995. Ambicodamus urbanus ingår i släktet Ambicodamus och familjen Nicodamidae.
Artens utbredningsområde är New South Wales. Inga underarter finns listade i Catalogue of Life.